# Himring
Himring was een fictieve plaats uit de Silmarillion van J.R.R. Tolkien.
Himring betekent Immerkoud in het Sindarijns. Het was de hoogste heuvel in een heuvelketen in het noordoosten van Beleriand, waarop het fort van Maedhros werd gebouwd. De grote burcht van Himring werd gebouwd toen de zonen van Fëanor naar het oosten gingen nadat Thingol zich bewust werd van de Broedermoord te Alqualondë. Het werd het belangrijkste bolwerk van Maedhros, van waaruit hij de noordoostelijke grensregio, die bekend werd als de Mark van Maedhros, bewaakte. 
Het fort werd veroverd door de troepen van Morgoth na de Nirnaeth Arnoediad. Maedhros trok zich daarna terug in het zuiden, naar de Amon Ereb.
Nadat de zee Beleriand overspoelde na de verwoestende oorlogen tussen de Valar en Morgoth, bleef de top van Himring als een van de laatste punten boven de zee uitsteken.